# Dinastia de Terter
Para a cidade no Azerbaijão, veja Tərtər.
Terter (em búlgaro:  Тертер), também conhecidos como Tertéridas ou Terterovtsi (Тертеровци), era a casa real que governou o Segundo Império Búlgaro entre 1280 e 1292 e novamente entre 1300 e 1323. O nome da dinastia deriva do clã Terteroba dos protobúlgaros.

## História
Os Tertéridas eram inicialmente de origem cumana (i.e. do ramo ocidental dos turcos quipchacos). De acordo com Plamen Pavlov, os Terter foram um ramo da nobre dinastia cumana que tinha se estabelecido na Bulgária como parte da segunda onda de migração cumana vinda do Reino da Hungria depois de 1241. O clã Terteroba tinha governado o proto-estado da estepe de Cumânia no final do século XI e novamente em meados do século XIII sob o comando de Köten.
Os primeiros membros da dinastia na Bulgária foram os déspotas Aldimir (Eltimir) e seu irmão mais velho Jorge Terter, que foi coroado imperador da Bulgária como Jorge I da Bulgária (r. 1280–1292), casando-se com a búlgara Maria Terter. Depois de seu reinado, a Bulgária ficou sob o domínio de facto da Horda Dourada, com Nogai nomeando o próximo imperador, Emiltzos (r. 1292–1298), que foi um outro de família nobre e foi sucedido brevemente por seu filho João II (r. 1298–1299). Entre 1299 e 1300, a Bulgária foi controlada pelo mongol Tzacas, por sua vez deposto pelo filho de Jorge Terter, Teodoro Esfendóstlabo da Bulgária (r. 1300–1321), começando o segundo reinado dos Tertéridas, que também abarcou o reinado de seu filho, Jorge II da Bulgária.
A dinastia Terter foi sucedida pela dinastia dos Shishman de Vidin, também de origem parcialmente cumana.

## Membros
- Aldimir (Eltimir) casado com Maria Emiltzos;
  - João Dragusino;
- Jorge I da Bulgária (governou de 1280-1292), casado com Maria Terter e com Kira Maria Asenina;
  - Teodoro Esfendóstlabo da Bulgária (governou de 1300-1321);
    - Jorge II da Bulgária;

  - Ana, mulher de Estêvão Milutino da Sérvia;
  - Helena Terter, mulher de Tzacas da Bulgária.